# Várong
Várong je malá vesnice v Maďarsku v župě Tolna, spadající pod okres Dombóvár. Nachází se asi 18 km severozápadně od Dombóváru. V roce 2015 zde žilo 162 obyvatel. Dle údajů z roku 2011 tvoří 97,2 % obyvatelstva Maďaři a 2,8 % Němci.
Sousedními vesnicemi jsou Gadács, Lápafő a Somogyszil.